# Lambertz Open by STAWAG 2000
Il Lambertz Open by STAWAG 2000 è stato un torneo di tennis facente parte della categoria ATP Challenger Series nell'ambito dell'ATP Challenger Series 2000. Il torneo si è giocato a Aquisgrana in Germania, dal 13 al 19 novembre 2000, su campi in sintetico indoor.

## Vincitori

### Singolare
Rainer Schüttler ha battuto in finale  Johan Settergren con il punteggio di 7–6(5), 1–6, 6–1

### Doppio
Jan Siemerink /  Sander Groen hanno battuto in finale  Michael Kohlmann /  Franz Stauder con il punteggio di 6(2)–7, 7–6(7), 6–3